# Жером Бонапарт
Жером Бонапарт (фр. Jérôme Bonaparte, італ. Girolamo Buonaparte; 15 листопада 1784 року, Аяччо — 24 червня 1860 року, Château de Vilgénis) — король Вестфалії, молодший брат французького імператора Наполеона I Бонапарта; виховувався у військовому коледжі; після 18 брюмера поступив лейтенантом до флоту.

## Біографія

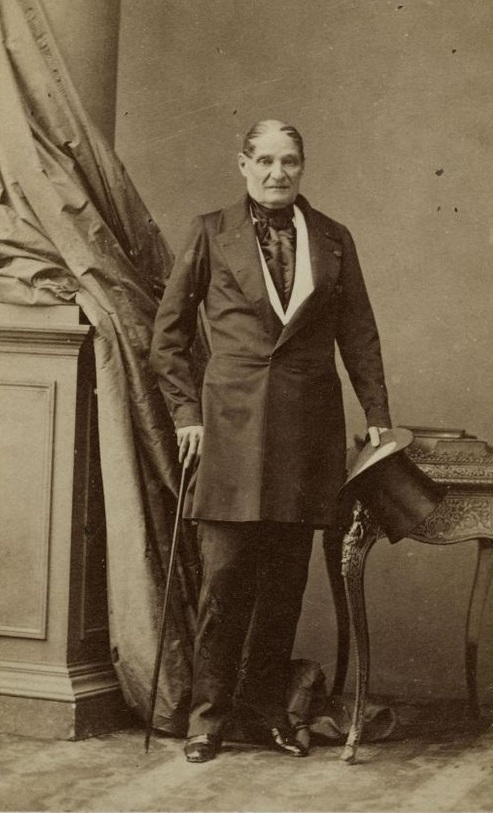
Жером Бонапарт у 1852 році

У 1801 році брав участь в експедиції генерала Шарля Леклерка (чоловіка своєї сестри Поліни) до охопленої повстанням французької колонії Сан-Домінго (на острові Гаїті), звідки в 1802 році був посланий у Францію з депешами, але, переслідуваний англійськими крейсерами, сховався у США. Тут він у 1803 році одружився з дочкою балтиморського купця Елізабет Патерсон, але в 1805 році залишив її за наказом Наполеона, та повернувся до Франції. Мав у шлюбі сина Жерома Наполеона, син якого Чарльз Жозеф став видатним політичним діячем США, у тому числі засновником ФБР.
Отримав від Наполеона завдання визволити з полону генуезців, які знаходилися у полоні у Дея Алжиру. За успішно виконане завдання отримав звання капітана.
Ставши французьким принцом, під час війни 1806 року командував корпусом у Сілезії і захопив декілька фортець. У 1807 році, після Тільзитського миру, стає королем новоутвореного королівства Вестфалія і одружився з принцесою Катериною, дочкою короля Фрідріха Вюртемберзьського. Жером оселився у Касселі, який став столицею нового королівства. Заснував Орден Вестфальської Корони і став його Великим Магістром.
Під час Франко-російської війни 1812 року Жером Бонапарт, командував одним із корпусів французької армії, але скоро — після битви під Салтанівкою — був відісланий назад до Касселю. Ще до Лейпцизької битви, що поклала край його царюванню, Жером втік (30 вересня) зі своєї резиденції від наступаючих російських військ. Повернувся до Касселю 17 жовтня для того щоб забрати коштовності та скарбницю королівства.
Під час Ста днів Жером Бонапарт отримав звання пера. Брав участь у битві при Лін'ї та битві при Ватерлоо. Після другого зречення Наполеона Жером, отримавши від свого тестя титул князя Монфортського (1826), мешкав у Австрії. У 1827 році переїхав до Італії. У 1847 році отримав дозвіл повернутися до Франції.
Після обрання його племінника, Луї-Наполеона, президентом Французької республіки, Жером був призначений губернатором Дому Інвалідів. З 1 січня 1850 року став маршалом Франції. Декретом 24 грудня 1852 року він був проголошений спадкоємцем французького престолу, з титулом французького принца крові і імператорської високості. У 1853 році він одружився втретє, з іспанською аристократкою Юстиною Пекорі-Суарес, маркізою Бартоліні-Барделлі.
Він залишався спадкоємцем престолу до народження у 1856 році у Наполеона III сина — Наполеона Ежена.
З його паперів видані «Mémoires et correspondance du roi Jérôme et de la reine Catherine» (1861—1864).

### Нагороди
- Орден Вірності — Великий Хрест (Велике герцогство Баденське);
- Орден Вестфальської корони — Великий Магістр (Вестфальське королівство, 25.12.1809);
- Орден Святого Йосипа — Великий Хрест (Велике герцогство Вюрцбурзьке, 1810);
- Орден Золотого руна — (Іспанія);
- Орден Залізної Корони — Великий Хрест (Італійське королівство);
- Орден Андрія Первозванного — (Російська імперія, 3.07.1807);
- Орден Святого Олександра Невського — (Російська імперія, 27.06(09.07).1807);
- Орден Рутової Корони — Великий Хрест (Саксонське королівство,1810);
- Орден Почесного Легіону — Великий Орел (Франція);
- Медаль Святої Олени — (Франція);
- Орден Серафимів — (Швеція, 3.11.1810);
- Великий хрест Ордена Святого Йосипа.

## Особисте життя. Родина
Батьки:
- Карло (Шарль) Бонапарте (1746–1785)
- Летиція Рамоліно (1749/1750-1836)

Брати та сестри:
- Наполеон I Бонапарт
- Жозеф Бонапарт

Дружини та діти
- Елізабет Паттерсон (1785—1879) (24.12.1803 — 1805 (розірваний))
  - Жером Наполеон Бонапарт-Патерсон (1805—1870)
    - Чарльз Жозеф Бонапарт (1851—1921), міністр юстиції США за часів президента Рузвельта. У 1908 році заснував «Бюро розслідувань», яке у 1932 році перейменовано у Федеральне бюро розслідувань.
- Катерина Вюртемберзька (1783—1835) (22.08.1807 — 29.11.1835)
  - Жером Наполеон Шарль (1814—1847)
  - Матильда Бонапарт (1820—1904)
  - Наполеон Жозеф Бонапарт (1822—1891)
- Юстина Пекорі-Суарес (1811—1903) (19.01.1853 — 24.06.1860)

## Галерея

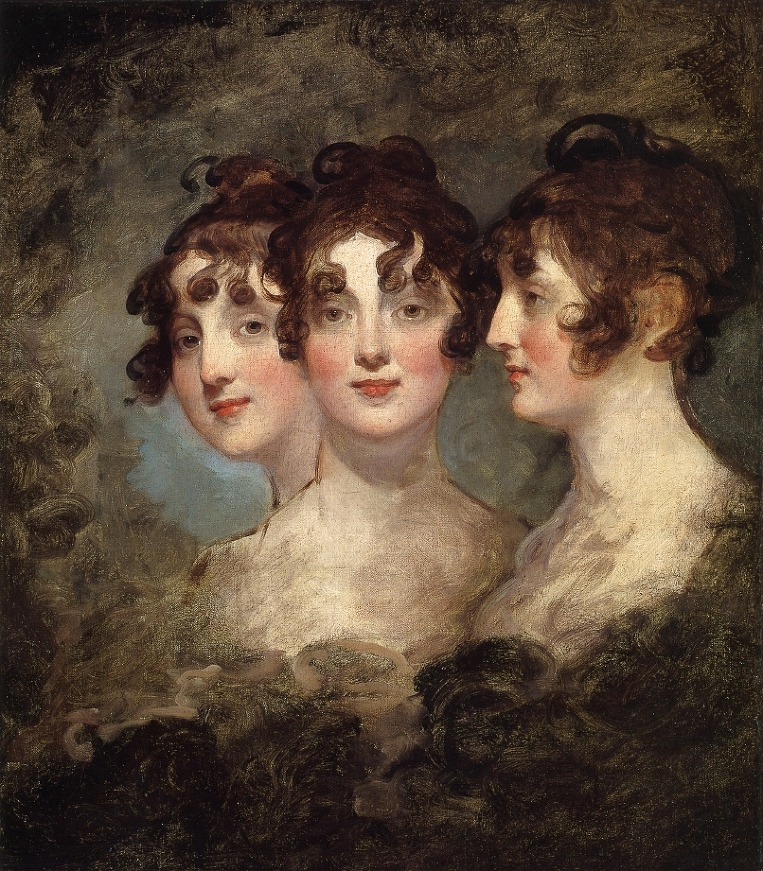
Перша дружина Жерома Бонапарта Елізабет Паттерсон (1804)
Герб Жерома Бонабарта як князя Монфортського
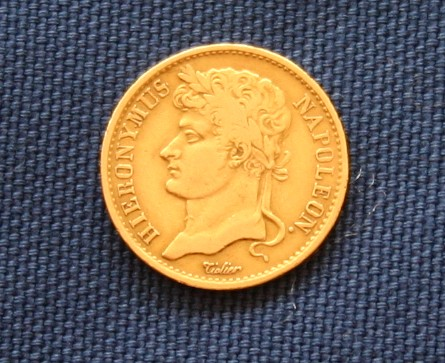
Вестфальська монета з зображенням короля Ієроніма I
Герб Жерома Бонабарта як короля Вестфалії